# Euglossa decorata
Euglossa decorata är en biart som beskrevs av Smith 1874. Euglossa decorata ingår i släktet Euglossa, tribus orkidébin, och familjen långtungebin. Inga underarter finns listade.

## Bildgalleri

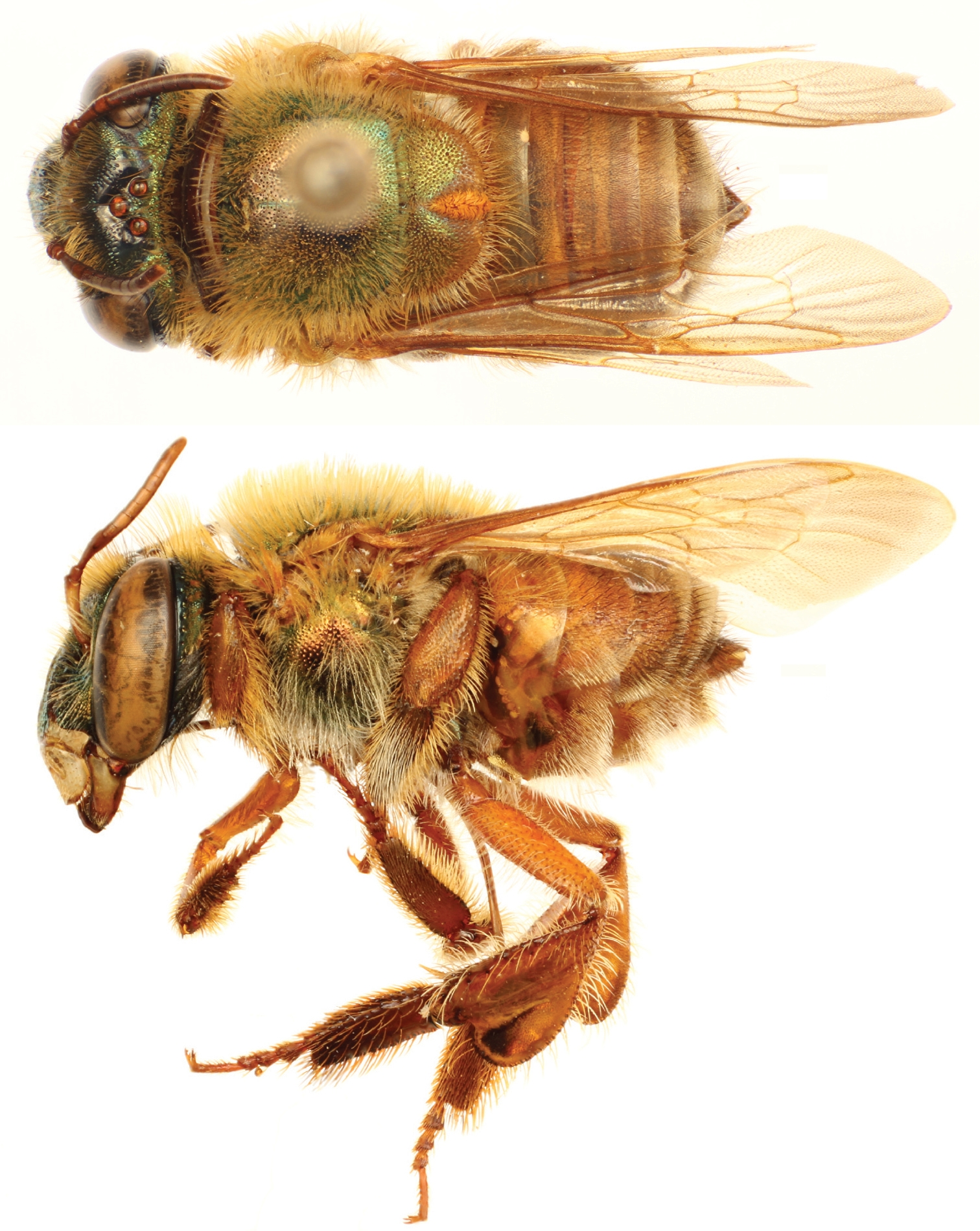
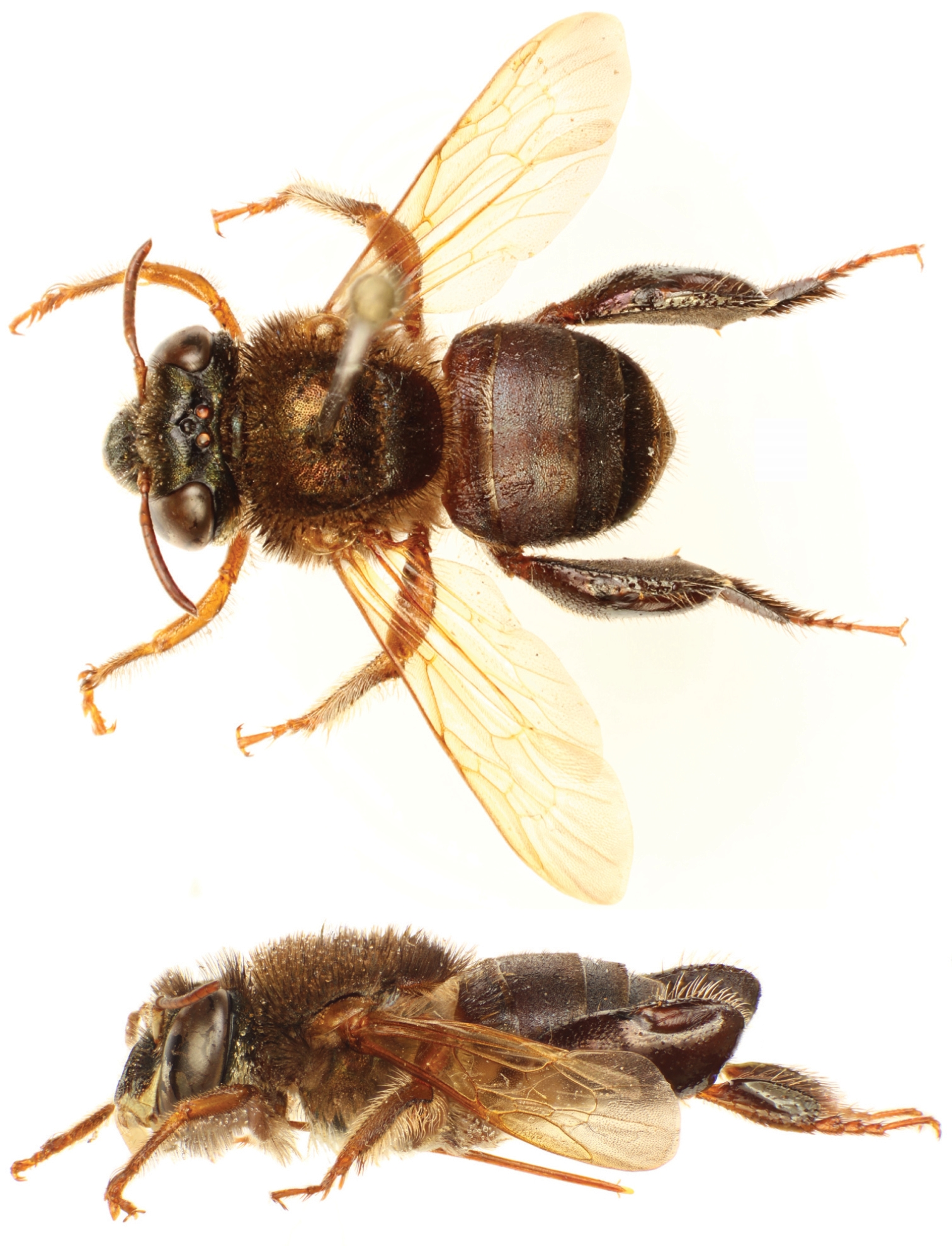
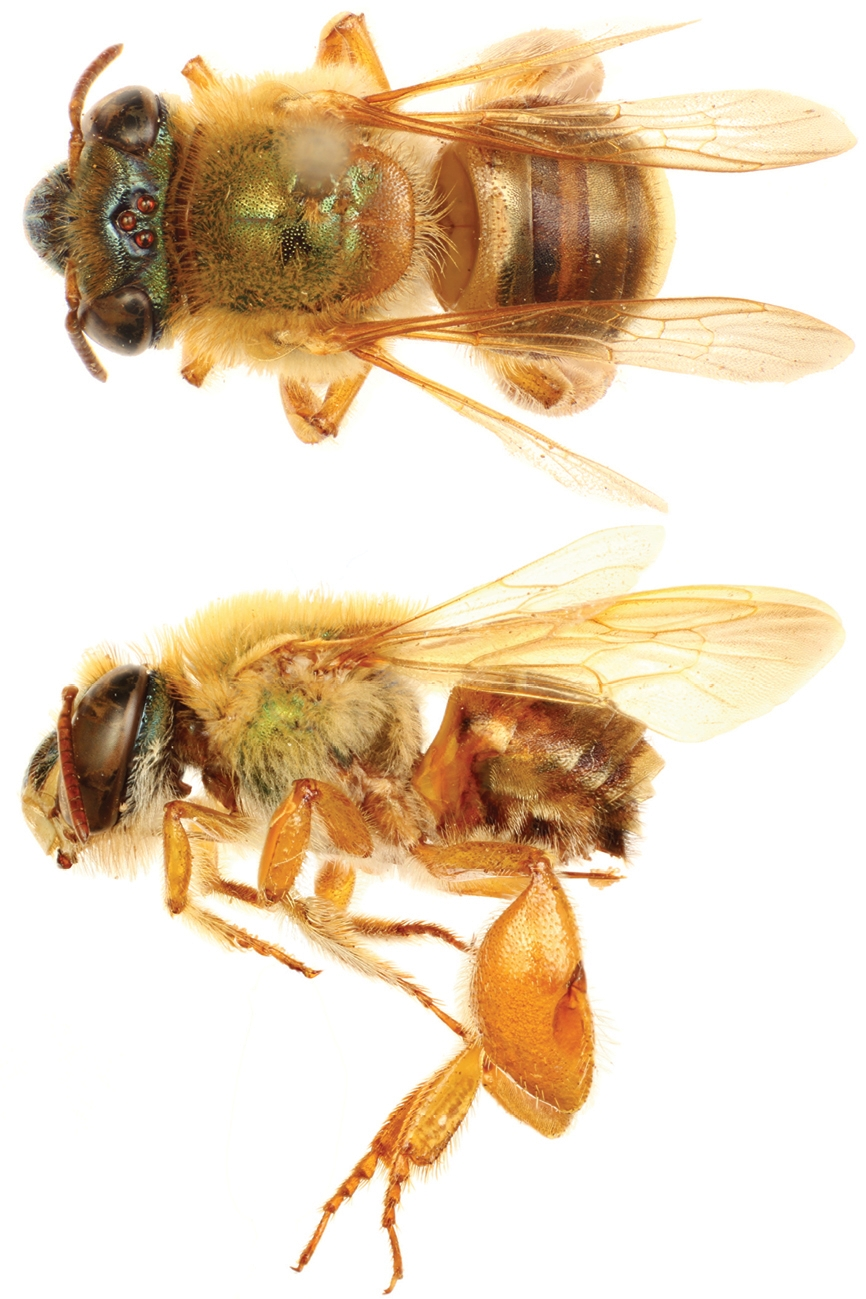